# Поповиці (Малопольське воєводство)
Поповиці (пол. Popowice) — село в Польщі, у гміні Старий Сонч Новосондецького повіту Малопольського воєводства.
Населення — 649 осіб (2011).
У 1975-1998 роках село належало до Новосондецького воєводства.

## Демографія
Демографічна структура станом на 31 березня 2011 року:
|          | Загалом | Допрацездатний вік | Працездатний вік | Постпрацездатний вік |
| -------- | ------- | ------------------ | ---------------- | -------------------- |
| Чоловіки | 330     | 91                 | 210              | 29                   |
| Жінки    | 319     | 84                 | 189              | 46                   |
| Разом    | 649     | 175                | 399              | 75                   |